# DFBポカール2024-2025
DFBポカール2024-2025（2024–25 DFB-Pokal）は、2024年8月16日から2025年5月24日の期間に開催された、通算72回目（前身も含めれば82回目）のDFBポカールである。シュトゥットガルトが12シーズンぶり通算4回目の優勝を果たした。

## 参加クラブ
以下の64クラブが参加する。
| ブンデスリーガ (18クラブ) ブンデスリーガ2023-24所属全クラブが出場 | 2. ブンデスリーガ (18クラブ) 2. ブンデスリーガ2023-24所属全クラブが出場 | 3. リーガ (4クラブ) 3. リーガ2023-24における上位4チームが出場 |
| - レバークーゼン - シュトゥットガルト - バイエルン・ミュンヘン - ライプツィヒ - ドルトムント - フランクフルト - ホッフェンハイム - ハイデンハイム - ブレーメン - フライブルク - アウクスブルク - ヴォルフスブルク - マインツ - ボルシアMG - ウニオン・ベルリン - ボーフム - ケルン (II) - ダルムシュタット (II) | - ザンクトパウリ (I) - ホルシュタイン・キール (I) - デュッセルドルフ - ハンブルガーSV - カールスルーエ - ハノーファー - パーダーボルン - グロイター・フュルト - ヘルタ・ベルリン - シャルケ - エルフェアスベルク - ニュルンベルク - カイザースラウテルン - マクデブルク - ブラウンシュヴァイク - ヴィースバーデン (III) - ハンザ・ロストック (III) - オスナブリュック (III) | - ウルム (II) - ミュンスター (II) - レーゲンスブルク (II) - ドレスデン |
| 各地域代表 (24クラブ) 各地域のサッカー協会カップの優勝クラブが出場 | | |
| - バーデン ザントハウゼン (III) - バイエルン インゴルシュタット (III) ヴュルツブルガー・キッカーズ (IV) - ベルリン ヴィクトリア・ベルリン (IV) - ブランデンブルク コットブス (III) - ブレーメン ブレーマーSV (IV) - ハンブルク トイトニア・オッテンゼン (IV) - ヘッセン キッカーズ・オッフェンバッハ (IV)       | - ニーダーライン RWエッセン (III) - ニーダーザクセン メッペン (IV) ヒルデスハイム (V) - メクレンブルク＝フォアポンメルン グライフスヴァルダー (IV) - ミッテルライン アーヘン (III) - ラインラント TuSコブレンツ (V) - ザールラント ザールブリュッケン (III) - ザクセン アウエ (III)                                                                                         | - ザクセン＝アンハルト ハレシャー (IV) - シュレースヴィヒ＝ホルシュタイン フェーニクス・リューベック (IV) - ズュートバーデン フィリンゲン (IV) - ズュートヴェスト ショット・マインツ (V) - テューリンゲン カールツァイス・イェーナ (IV) - ヴェストファーレン ビーレフェルト (III) シュポルトフロインデ・ロッテ (IV) - ヴュルテンベルク アーレン (V) |
| 括弧内のローマ数字は2024-25シーズンの所属ディビジョン (I：ブンデスリーガ 、II：2. ブンデスリーガ 、III：3. リーガ 、IV：レギオナルリーガ、V：オーバーリーガ | | |

## 形式

### 参加
DFBポカールは、64チームのラウンドで始まりブンデスリーガの36チームと2. ブンデスリーガと、3つの上位4チームの3. リーガは自動的にトーナメントへの出場権を獲得した。残りの枠のうち21枠は、地域のサッカー協会であるヴェアバンドポカールのカップ優勝者に与えられた。残りの3つの枠は、バイエルン、ニーダーザクセン、ヴェストファーレンの3つの地域協会に与えられた。レギオナルリーガ・バイエルンのアマチュアチーム最高位がバイエルンへの出場権を獲得した。ニーダーザクセン州の場合、ニーダーザクセンカップは2つのパスに分割された。3. リーガとレギオナルリーガ・ノルトチーム、そしてアマチュアチームのための他のチーム。各パスの勝者が資格を得ました。ヴェストファーレンでは、シーズンごとにレギオナルリーガ・ヴェストのヴェストファーレン最高位チームとオーバーリーガ・ヴェストファーレンのアマチュアチームの間でスポットが入れ替わりました。2024-25年のDFBポカールでは、オーバーリーガのチームにこの枠が与えられました。すべてのチームが協会の出場権を獲得した地元のトーナメントに参加する権利があったため、原則としてすべてのチームがDFBポカールに出場することができた。リザーブチームと複合サッカーセクションは、同じ協会または法人の2つのチームとともに、エントリーを許可されませんでした。

### 同点
各ラウンドの抽選は以下のように行われた。
第1ラウンドでは、参加チームはそれぞれ32チームずつの2つのポットに分けられました。最初のポットには、地域カップ戦で出場権を獲得したすべてのチーム、つまり3チームのうちベスト4チームが含まれていました。リーガ、および2つの下位4チーム。ブンデスリーガ。このポットのすべてのチームは、残りのすべてのプロチーム(ブンデスリーガのすべてのチームと残りの14の2)を含む2番目のポットのチームに抽選されました。ブンデスリーガのチーム)。最初のポットのチームは、その過程でホームチームとして設定されました。
2ポットシナリオは第2ラウンドにも適用され、残りの3ポットが選ばれました。リーガおよびまたはアマチュアチームが最初のポットに進出し、残りのブンデスリーガと2チームが出場します。ブンデスリーガのチームは他のポットにいます。もう一度、3.リーガおよびまたはアマチュアチームがホストを務めました。今回は、ポットが同じサイズである必要はありませんでしたが、最初のラウンドの結果によって異なります。理論的には、1回戦の1つのポットのチーム全員が2回目のポットで他のチーム全員を破った場合、ポットは1つだけになる可能性さえあります。1つのポットが空になると、残りのペアはもう1つのポットから抽選され、最初に抽選された試合のチームがホストを務める。

### 試合ルール
チームは1ラウンドにつき1試合で対戦しました。試合は90分間行われ、各ハーフは45分ずつ行われました。レギュレーション後も同点の場合、30分間の延長戦が行われ、それぞれ15分ずつのピリオドが2回行われた。この後も同点だった場合、PK戦で決着がつきます。コイントスで誰が最初のペナルティを受けるかが決まります。交代要員には最大9人の選手が名を連ねることができ、交代は最大5人まで認められた。しかし、各チームに選手交代の機会は3回しか与えられず、ハーフタイム、延長戦開始前、延長戦のハーフタイムに行われた交代を除くと、延長戦で4回目のチャンスがあります。ラウンド16以降、DFBポカールの全試合にビデオ・アシスタント・レフェリーが任命されました。技術的には可能ですが、ラウンド16前のブンデスリーガのクラブのホームゲームでは、すべての試合に統一されたアプローチを提供するためにVARを使用しませんでした。

### サスペンション
大会でイエローカードが5枚出された場合、その選手は次のカップ戦から出場停止となった。同様に、2枚目のイエローカードを受けた選手は、次のカップ戦から出場停止となります。選手が直接レッドカードを受けた場合、最低1試合の出場停止処分を受けたが、ドイツサッカー協会は出場停止を増やす権利を留保した。

### 国際資格
DFBポカールの勝者は、来シーズンのUEFAヨーロッパリーグのリーグ戦への出場権を自動的に獲得した。すでにブンデスリーガの順位でUEFAチャンピオンズリーグへの出場権を獲得していた場合、6チームのUEFAカンファレンスリーグのプレーオフラウンドでは7位のチームにスポットが入りました。また、勝者は来シーズンの初のフランツ・ベッケンバウアー・スーパーカップを開催し、ブンデスリーガとDFBポカールで同じチームが優勝し、ダブルを達成しない限り、前年のブンデスリーガ王者と対戦することになります。その場合、ブンデスリーガの準優勝チームがその座を占め、代わりに開催地となります。

## 日程
| 試合     | 組み合わせ抽選会 | 開催日                            |
| -------- | ---------------- | --------------------------------- |
| 1回戦    | 2024年6月1日     | 2024年8月16日-19日 & 8月27日-28日 |
| 2回戦    | 2024年9月1日     | 2024年10月29日・30日              |
| 3回戦    | 2024年11月3日    | 2024年12月3日・4日                |
| 準々決勝 | 2024年12月15日   | 2025年2月4日・5日 & 2月25日・26日 |
| 準決勝   | 2025年3月2日     | 2025年4月1日・2日                 |
| 決勝     | 2025年3月2日     | 2025年5月24日                     |

## 1回戦
組み合わせ抽選会は、2024年6月23日に行われた。チーム名横の括弧内の数字は2024-25シーズンの所属ディビジョンを表す (2回戦以降も同様)。試合時間はいずれも現地時間 (1回戦、2回戦、準決勝、決勝はCEST (UTC+2)。それ以外はCET (UTC+1))。
| 2024年8月16日                             | ヴュルツブルガー・キッカーズ (5) | 2 - 2 (延長) (3 - 5 PK戦)                                | ホッフェンハイム (1)                        | ヴュルツブルク                                                          |  |
| 18:00                                     | キュチ 11分 · ハンネマン 100分   | レポート                                                 | ファラーナク 19分 (o.g.) · ビュルター 107分 | 競技場: アコン・アレーナ 観客数: 9,511人 主審: マルティン・ペーターゼン |  |
|                                           |                                  | PK戦                                                     |                                             |                                                                         |  |
| ハンネマン ヴェッシッヒ マイゼル ザイザー |                                  | クラマリッチ ベリシャ ビュルター シュタッハ ユストヴァン |                                             |                                                                         |  |

| 2024年8月16日 | ヴィースバーデン (3) | 1 - 3 (延長) | マインツ (1)                                    | ヴィースバーデン                                                     |  |
| 18:00         | ギョジュシリン 15分  | レポート     | コール 59分 · ブルカルト 113分 · アミリ 120+1分 | 競技場: ブリタ＝アレーナ 観客数: 12,500人 主審: リヒャルト・ヘンペル |  |

| 2024年8月16日 | ハレシャー (4)                  | 2 - 3 (延長) | ザンクトパウリ (1)                                       | ハレ                                                                                 |  |
| 18:00         | アコノ 11分 · ハウプトマン 62分 | レポート     | エッゲシュタイン 48分 · ズヴィガラ 90+4分 · リツカ 110分 | 競技場: ロイナ・ヒェミー・シュタディオン 観客数: 14,000人 主審: ダニエル・ジーベルト |  |

| 2024年8月16日 | ウルム (2) | 0 - 4    | バイエルン・ミュンヘン (1)                        | ウルム                                                                     |  |
| 20:45         |            | レポート | ミュラー 12分, 14分 · コマン 79分 · ケイン 90+3分 | 競技場: ドナウシュタディオン 観客数: 17,400人 主審: スヴェン・ヤブロンスキ |  |

| 2024年8月17日 | ショット・マインツ (5) | 0 - 2    | グロイター・フュルト (2)         | マインツ                                                                        |  |
| 13:00         |                        | レポート | スルベニー 8分 · ムスタファ 82分 | 競技場: ブルヒヴェークシュタディオン 観客数: 4,235人 主審: フェリクス・プリガン |  |

| 2024年8月17日 | アウエ (3)     | 1 - 3    | ボルシアMG (1)                          | アウエ                                                                                       |  |
| 13:00         | クラウゼン 8分 | レポート | オノラ 35分 · ネッツ 52分 · プレア 70分 | 競技場: エルツゲビルクシュシュタディオン 観客数: 14,811人 主審: フロリアン・バトシュトゥバー |  |

| 2024年8月17日 | グライフスヴァルダー (4) | 0 - 1    | ウニオン・ベルリン (1) | グライフスヴァルト                                                                            |  |
| 15:30         |                          | レポート | フェルテセン 67分      | 競技場: フォルクスシュタディオン・グライフスヴァルト 観客数: 4,990人 主審: ルーカス・ベーネン |  |

| 2024年8月17日 | フィリンゲン (4) | 0 - 4    | ハイデンハイム (1)                          | フィリンゲン                                                                     |  |
| 15:30         |                  | レポート | ブルーニヒ 43分, 48分, 54分 · ヴァナー 52分 | 競技場: MS-テクノロジー・アレーナ 観客数: 6,800人 主審: ファビエンヌ・ミヒャエル |  |

| 2024年8月17日 | RWエッセン (3) | 1 - 4    | ライプツィヒ (1)                                            | エッセン |  |
| 15:30         | サフィ 2分     | レポート | シェシュコ 12分 · オペンダ 40分 · ヌサ 84分 · シモンズ 88分 | 競技場: シュタディオン・アン・デア・ハーフェンシュトラーセ 観客数: 17,000人 主審: クリスティアン・ディンガート |  |

| 2024年8月17日 | インゴルシュタット (3) | 1 - 2    | カイザースラウテルン (2) | インゴルシュタット                                                       |  |
| 15:30         | マローン 88分          | レポート | マウス 3分, 36分         | 競技場: アウディ・スポーツパーク 観客数: 11,655人 主審: ロビン・ブラウン |  |

| 2024年8月17日 | アーレン (5) | 0 - 2    | シャルケ (2)                | アーレン                                                                 |  |
| 15:30         |              | レポート | カラマン 31分 · モール 68分 | 競技場: センタス・アレーナ 観客数: 10,850人 主審: フェリックス・ブリッヒ |  |

| 2024年8月17日 | オスナブリュック (3) | 0 - 4    | フライブルク (1)                                    | オスナブリュック                                                                                     |  |
| 15:30         |                      | レポート | ヘーラー 30分 · グリフォ 33分 · アダム 73分, 90+4分 | 競技場: シュタディオン・アン・デア・ブレーメア・ブリュッケ 観客数: 15,500人 主審: トビアス・ライヘル |  |

| 2024年8月17日 | アーヘン (3)                      | 2 - 3    | ホルシュタイン・キール (1)                  | アーヘン                                                               |  |
| 18:00         | ハンラス 28分 · ベンスホップ 60分 | レポート | 町野修斗 16分 · ローゼンブーム 82分, 90+1分 | 競技場: ニュー・ティヴォリ 観客数: 29,555人 主審: ミヒャエル・バッハー |  |

| 2024年8月17日 | ビーレフェルト (3)            | 2 - 0    | ハノーファー (2) | ビーレフェルト                                                         |  |
| 18:00         | ベッカー 14分 · オッピー 21分 | レポート |                  | 競技場: シューコ・アレーナ 観客数: 26,044人 主審: ロベルト・ハルトマン |  |

| 2024年8月17日 | フェーニクス・リューベック (4) | 1 - 4    | ドルトムント (1)                                                        | ハンブルク                                                                     |  |
| 18:00         | イロカ 55分                    | レポート | アントン 3分 · ジャン 31分 (pen.) · ブラント 45+1分 · デュランビル 62分 | 競技場: フォルクスパルクシュタディオン 観客数: 50,971人 主審: マックス・ブルダ |  |

| 2024年8月18日 | ヴィクトリア・ベルリン (4) | 1 - 4    | アウクスブルク (1)                                                    | ベルリン                                                                              |  |
| 13:00         | リュウ 4分                 | レポート | レジュベツァイ 33分 · エサンド 53分 · ドルシュ 87分 · ティーツ 90+2分 | 競技場: シュタディオン・リヒターフェルデ 観客数: 5,504人 主審: エリック・ワイスバッハ |  |

| 2024年8月18日                             | ザールブリュッケン (3) | 1 - 1 (延長) (3 - 5 PK戦)                      | ニュルンベルク (2) | ザールブリュッケン                                                                       |  |
| 13:00                                     | ブリュンカー 80分      | レポート                                       | シェフチーク 12分  | 競技場: ルドヴィクスパルクシュタディオン 観客数: 14,868人 主審: バスティアン・ダンケルト |  |
|                                           |                        | PK戦                                           |                    |                                                                                          |  |
| リズート ツィヴェヤ ツァイツ ブリュンカー |                        | デュマン フリック セッラ シュライマー ルバッハ |                    |                                                                                          |  |

| 2024年8月18日 | トイトニア・オッテンゼン (4) | 1 - 3    | ダルムシュタット (2)                                                     | ハンブルク                                                                    |  |
| 15:30         | シュタルク 49分              | レポート | ケルフィシュ 19分 · ニュルンベルガー 28分 (pen.) · ヴィルヘルムソン 62分 | 競技場: ミラントア・シュタディオン 観客数: 6,487人 主審: フロリアン・レヒナー |  |

| 2024年8月18日 | レーゲンスブルク (2) | 1 - 0    | ボーフム (1) | レーゲンスブルク                                                                         |  |
| 15:30         | バラス 70分          | レポート |              | 競技場: ヤーンシュタディオン・レーゲンスブルク 観客数: 12,581人 主審: フロリアン・ヘフト |  |

| 2024年8月18日 | ブレーマーSV (4) | 0 - 4    | パーダーボルン (2)                                          | ブレーメン                                                                                    |  |
| 15:30         |                  | レポート | グリマルディ 21分, 58分 · カスタニェダ 51分 · ミシェル 52分 | 競技場: シュタディオン・アム・パンツェンベルク 観客数: 3,500人 主審: マルティン・シュペクナー |  |

| 2024年8月18日 | ヒルデスハイム (5) | 0 - 7    | エルフェアスベルク (2) | ヒルデスハイム                                                                        |  |
| 15:30         |                    | レポート | シュネルバッハー 17分 · フェラウアー 32分 · シュルツェ 43分 (o.g.) · ストック 51分 · シュマール 62分 · シッキンガー 76分 · ボヤンバ 78分 | 競技場: フリードリヒ・エーベルト・シュタディオン 観客数: 5,186人 主審: アサド・ヌーム |  |

| 2024年8月18日 | ザントハウゼン (3)                   | 2 - 3 (延長) | ケルン (2)                                 | ザントハウゼン                                                                            |  |
| 15:30         | ハリミ 59分 (pen.) · マイアー 90+6分 | レポート     | パウリ 20分 · マイナ 34分 · オレセン 116分 | 競技場: GPシュタディオン・アム・ハードヴァルト 観客数: 9,705人 主審: ベンヤミン・ブラント |  |

| 2024年8月18日 | ハンザ・ロストック (3) | 1 - 5    | ヘルタ・ベルリン (2)                                                              | ロストック                                                                     |  |
| 15:30         | ベリシャ 46分          | レポート | シェアハント 38分 · マーサ 66分 · ヴィンクラー 75分 · ニーダーレヒナー 85分, 88分 | 競技場: オストゼーシュタディオン 観客数: 25,600人 主審: ロベルト・シュレーダー |  |

| 2024年8月18日 | ドレスデン (3)                      | 2 - 0    | デュッセルドルフ (2) | ドレスデン                                                                                 |  |
| 18:00         | ダフェルナー 18分 · マイスナー 68分 | レポート |                      | 競技場: ルードルフ＝ハルビヒ＝シュタディオン 観客数: 29,660人 主審: サシャ・シュテーゲマン |  |

| 2024年8月18日 | シュポルトフロインデ・ロッテ (4) | 0 - 5    | カールスルーエ (2)                                                                          | ロッテ                                                                                              |  |
| 18:00         |                                  | レポート | ヘロルド 2分 · ヴァニチェク 21分 · サバーハ 49分 (o.g.) · ジヴジヴァーゼ 69分 · コンテ 82分 | 競技場: シュタディオン・アム・ロッター・クロイツ 観客数: 4,637人 主審: コンラート・オルドハーファー |  |

| 2024年8月18日 | メッペン (4)      | 1 - 7    | ハンブルガーSV (2)                                                                                         | メッペン                                                                     |  |
| 18:00         | ハリトーノフ 90分 | レポート | フェライ 17分, 59分 · ムハイム 31分 · ゼルケ 56分 · ベルデ 71分 · ピュント 80分 (o.g.) · グラッツェル 89分 | 競技場: ハンシュ＝アレーナ 観客数: 12,959人 主審: フェリックス・ツヴァイヤー |  |

| 2024年8月19日 | コットブス (3) | 1 - 3    | ブレーメン (1)          | コトブス                                                                                   |  |
| 18:00         | ロリグ 70分    | レポート | トップ 32分, 37分, 55分 | 競技場: シュタディオン・デア・フロイントシャフト 観客数: 20,000人 主審: ハーム・オスマース |  |

| 2024年8月19日 | TuSコブレンツ (5) | 0 - 1    | ヴォルフスブルク (1) | コブレンツ                                                                        |  |
| 18:00         |                   | レポート | ヴィマー 15分        | 競技場: シュタディオン・オーバーベート 観客数: 9,447人 主審: ソーレン・ストルクス |  |

| 2024年8月19日 | キッカーズ・オッフェンバッハ (4) | 2 - 1    | マクデブルク (2) | オッフェンバッハ                                                                           |  |
| 18:00         | ゾルゲ 31分 · ムスタファ 74分    | レポート | カールス 54分    | 競技場: シュタディオン・アム・ビーベラー・ベルク 観客数: 16,847人 主審: パトリック・アルト |  |

| 2024年8月19日 | ブラウンシュヴァイク (2) | 1 - 4    | フランクフルト (1)                                          | ブラウンシュヴァイク                                                                 |  |
| 20:45         | サボー 89分              | レポート | シャイビ 52分 · エキティケ 56分, 61分 · マタノヴィッチ 88分 | 競技場: アイントラハト＝シュタディオン 観客数: 21,201人 主審: フロリアン・エクスナー |  |

| 2024年8月27日 | ミュンスター (2) | 0 - 5    | シュトゥットガルト (1)                                                                                  | ミュンスター                                                                       |  |
| 20:45         |                  | レポート | スティラー 7分 · デミロヴィッチ 15分 · シュテンツェル 35分 · ウォルトメイド 72分 · カラソル 80分 (pen.) | 競技場: プロイセンシュタディオン 観客数: 12,672人 主審: マティアス・ジョレンベック |  |

| 2024年8月28日 | カールツァイス・イェーナ (4) | 0 - 1    | レバークーゼン (1) | イェーナ                                                                                 |  |
| 18:00         |                              | レポート | ホフマン 52分      | 競技場: エルンスト＝アッベ＝シュポルトフェルト 観客数: 15,000人 主審: トビアス・ヴェルツ |  |

## 2回戦
組み合わせ抽選会は2024年9月1日に行われ、バスケットボール女子ドイツ代表のソニア・グライナッヘルが抽選を引き分けた。試合は2024年10月29日と30日に行われた。
| 2024年10月29日 | レバークーゼン (1)              | 3 - 0    | エルフェアスベルク (2) | レーヴァークーゼン                                                 |  |
| 18:00          | シック 2分, 9分 · ガルシア 36分 | レポート |                        | 競技場: バイ・アレーナ 観客数: 29,787人 主審: ベンヤミン・ブラント |  |

| 2024年10月29日 | キッカーズ・オッフェンバッハ (4) | 0 - 2    | カールスルーエ (2)                  | オッフェンバッハ                                                                           |  |
| 18:00          |                                  | レポート | ジヴジヴァーゼ 62分 · バイフス 72分 | 競技場: シュタディオン・アム・ビーベラー・ベルク 観客数: 20,071人 主審: ラース・エルブスト |  |

| 2024年10月29日 | アウクスブルク (1)                                      | 3 - 0    | シャルケ (2) | アウクスブルク                                                      |  |
| 18:00          | クロード＝モーリス 26分 · マイアー 87分 · エサンド 90分 | レポート |              | 競技場: WWKアレーナ 観客数: 27,511人 主審: フランク・ヴィレンボルグ |  |

| 2024年10月29日 | ライプツィヒ (1)                                          | 4 - 2    | ザンクトパウリ (1)            | ライプツィヒ                                                                   |  |
| 18:00          | ポウルセン 12分, 30分 · バウムガルトナー 17分 · ヌサ 80分 | レポート | ギラヴォギ 28分 · スミス 58分 | 競技場: レッドブル・アレーナ 観客数: 40,478人 主審: フェリックス・ツヴァイヤー |  |

| 2024年10月29日 | シュトゥットガルト (1)                  | 2 - 1    | カイザースラウテルン (2) | シュトゥットガルト                                                |  |
| 20:45          | ウォルトメイド 14分 · ヒューリッヒ 76分 | レポート | トミヤク 43分 (pen.)     | 競技場: MHPアレーナ 観客数: 60,000人 主審: ダニエル・シュラーガー |  |

| 2024年10月29日 | ケルン (2)                                       | 3 - 0    | ホルシュタイン・キール (1) | ケルン                                                                                 |  |
| 20:45          | レンパール 8分 · ヴァルトシュミット 84分, 90+7分 | レポート |                            | 競技場: ラインエネルギーシュタディオン 観客数: 50,000人 主審: バスティアン・ダンケルト |  |

| 2024年10月29日 | ヴォルフスブルク (1) | 1 - 0 (延長) | ドルトムント (1) | ヴォルフスブルク                                                                 |  |
| 20:45          | ヴィンド 117分       | レポート     |                  | 競技場: フォルクスワーゲン・アレーナ 観客数: 30,000人 主審: ダニエル・ジーベルト |  |

| 2024年10月29日 | レーゲンスブルク (2) | 1 - 0    | グロイター・フュルト (2) | レーゲンスブルク                                                                     |  |
| 20:45          | ブリッチ 59分        | レポート |                          | 競技場: ヤーンシュタディオン・レーゲンスブルク 観客数: 11,627人 主審: トム・バウアー |  |

| 2024年10月30日 | フライブルク (1)                     | 2 - 1    | ハンブルガーSV (2) | フライブルク                                                                             |  |
| 18:00          | ギンター 19分 · グリフォ 44分 (pen.) | レポート | メファート 51分    | 競技場: オイローパ＝パルク・シュタディオン 観客数: 34,500人 主審: フェリックス・ブリッヒ |  |

| 2024年10月30日 | ヘルタ・ベルリン (2)                  | 2 - 1    | ハイデンハイム (1) | ベルリン                                                                             |  |
| 18:00          | シェアハント 16分 · キュイザンス 74分 | レポート | シンマー 89分      | 競技場: ベルリン・オリンピアシュタディオン 観客数: 44,135人 主審: ロベルト・カンプカ |  |

| 2024年10月30日 | フランクフルト (1)                    | 2 - 1    | ボルシアMG (1) | フランクフルト                                                                     |  |
| 18:00          | エキティケ 45+2分 · マーモウシュ 70分 | レポート | 板倉滉 47分    | 競技場: ドイチェ・バンク・パルク 観客数: 58,000人 主審: マティアス・ジョレンベック |  |

| 2024年10月30日 | パーダーボルン (2) | 0 - 1    | ブレーメン (1)  | パーダーボルン                                                       |  |
| 18:00          |                    | レポート | ドゥクシュ 30分 | 競技場: ベンテラー・アレーナ 観客数: 15,000人 主審: マックス・ブルダ |  |

| 2024年10月30日 | ビーレフェルト (3)            | 2 - 0    | ウニオン・ベルリン (1) | ビーレフェルト                                                                   |  |
| 20:45          | ウォール 12分 · ベッカー 71分 | レポート |                        | 競技場: シューコ・アレーナ 観客数: 26,117人 主審: ヴォルフガング・ハスルベルガー |  |

| 2024年10月30日 | ホッフェンハイム (1)                     | 2 - 1    | ニュルンベルク (2) | ジンスハイム                                                       |  |
| 20:45          | タバコヴィッチ 27分 · A・シャヴェス 71分 | レポート | エムレリ 47分      | 競技場: プレゼロ・アレーナ 観客数: 18,001人 主審: ティモ・ゲラッハ |  |

| 2024年10月30日 | ドレスデン (3)       | 2 - 3 (延長) | ダルムシュタット (2)                                     | ドレスデン                                                                                     |  |
| 20:45          | レマー 84分, 90+10分 | レポート     | ヴコティッチ 56分 · ケンペ 90+2分 (pen.) · リドベリ 98分 | 競技場: ルードルフ＝ハルビッヒ＝シュタディオン 観客数: 30,070人 主審: トビアス・シュティーラー |  |

| 2024年10月30日 | マインツ (1) | 0 - 4    | バイエルン・ミュンヘン (1)               | マインツ                                                                 |  |
| 20:45          |              | レポート | ムシアラ 2分, 37分, 45+4分 · サネ 45+1分 | 競技場: メーヴァ・アレーナ 観客数: 33,305人 主審: サシャ・シュテーゲマン |  |

## 3回戦
組み合わせ抽選会は2024年11月3日に行われ、サックス演奏者のアンドレ・シュヌラと元ドイツ代表のルディ・フェラーが抽選を引き分けた。試合は2024年12月3日と4日に行われた。
| 2024年12月3日 | ビーレフェルト (3)                                 | 3 - 1    | フライブルク (1)    | ビーレフェルト                                                             |  |
| 18:00         | ラナート 28分 · カニア 36分 (pen.) · オッピー 81分 | レポート | グレゴリッチュ 63分 | 競技場: シューコ・アレーナ 観客数: 26,311人 主審: フランク・ヴィレンボルグ |  |

| 2024年12月3日 | レーゲンスブルク (2) | 0 - 3    | シュトゥットガルト (1)                            | レーゲンスブルク                                                                                   |  |
| 18:00         |                      | レポート | ミロー 10分 · チェイス 19分 · ウォルトメイド 61分 | 競技場: ヤーンシュタディオン・レーゲンスブルク 観客数: 15,210人 主審: フロリアン・バトシュトゥバー |  |

| 2024年12月3日 | バイエルン・ミュンヘン (1) | 0 - 1    | レバークーゼン (1) | ミュンヘン                                                             |  |
| 20:45         |                            | レポート | テラ 69分          | 競技場: アリアンツ・アレーナ 観客数: 75,000人 主審: ハーム・オスマース |  |

| 2024年12月3日 | ブレーメン (1) | 1 - 0    | ダルムシュタット (2) | ブレーメン                                                                       |  |
| 20:45         | ユング 90+4分  | レポート |                      | 競技場: ヴェーザーシュタディオン 観客数: 40,000人 主審: マルティン・ペーターゼン |  |

| 2024年12月4日 | ケルン (2)                                                 | 2 - 1 (延長) | ヘルタ・ベルリン (2) | ケルン                                                                           |  |
| 18:00         | ニーダーレヒナー 30分 (o.g.) · リュビチッチ 120+1分 (pen.) | レポート     | マーサ 12分 (pen.)   | 競技場: ラインエネルギーシュタディオン 観客数: 50,000人 主審: トビアス・ライヘル |  |

| 2024年12月4日 | ヴォルフスブルク (1)                            | 3 - 0    | ホッフェンハイム (1) | ヴォルフスブルク                                                                   |  |
| 18:00         | ヴァヴロ 63分 · ヴィンド 67分 · ゲルハルト 85分 | レポート |                      | 競技場: フォルクスワーゲン・アレーナ 観客数: 13,909人 主審: ダニエル・シュラーガー |  |

| 2024年12月4日 | ライプツィヒ (1)                              | 3 - 0    | フランクフルト (1) | ライプツィヒ                                                               |  |
| 20:45         | シェシュコ 31分 · ロイス・オペンダ 50分, 58分 | レポート |                    | 競技場: レッドブル・アレーナ 観客数: 37,187人 主審: スヴェン・ヤブロンスキ |  |

| 2024年12月4日                                        | カールスルーエ (2)                       | 2 - 2 (延長) (4 - 5 PK戦)                                    | アウクスブルク (1)               | カールスルーエ                                                                       |  |
| 20:45                                                | シュルーズナー 54分 · ヴァニチェク 111分 | レポート                                                     | エサンド 40分 · バルガス 120+3分 | 競技場: ヴィルトパルクシュタディオン 観客数: 28,422人 主審: トビアス・シュティーラー |  |
|                                                      |                                          | PK戦                                                         |                                  |                                                                                      |  |
| ヴァニチェク フンツィカー バイフス ヘロルド ハウサー |                                          | ティーツ シュロッターベック バルガス レジュベツァイ バウアー |                                  |                                                                                      |  |

## 準々決勝
組み合わせ抽選会は2024年12月15日に行われ、ハンドボールドイツ代表のユリアン・コスターが抽選を引き分けた。試合は2025年2月4日から26日に行われた。
| 2025年2月4日 | シュトゥットガルト (1) | 1 - 0    | アウクスブルク (1) | シュトゥットガルト                                                |  |
| 20:45        | ウンダフ 30分          | レポート |                    | 競技場: MHPアレーナ 観客数: 59,000人 主審: サシャ・シュテーゲマン |  |

| 2025年2月5日 | レバークーゼン (1)                      | 3 - 2 (延長) | ケルン (2)                     | レーヴァークーゼン                                                     |  |
| 20:45        | シック 61分, 90+6分 · ボニフェイス 98分 | レポート     | ダウンズ 45+10分 · マイナ 54分 | 競技場: バイ・アレーナ 観客数: 30,210人 主審: フランク・ヴィレンボルグ |  |

| 2025年2月25日 | ビーレフェルト (3)                       | 2 - 1    | ブレーメン (1) | ビーレフェルト                                                         |  |
| 20:45         | ウォール 35分 · マラティーニ 41分 (o.g.) | レポート | バーク 56分    | 競技場: シューコ・アレーナ 観客数: 26,601人 主審: ロベルト・ハルトマン |  |

| 2025年2月26日 | ライプツィヒ (1)       | 1 - 0    | ヴォルフスブルク (1) | ライプツィヒ                                                           |  |
| 20:45         | シェシュコ 69分 (pen.) | レポート |                      | 競技場: レッドブル・アレーナ 観客数: 40,478人 主審: トビアス・ライヘル |  |

## 準決勝
組み合わせ抽選会は2025年3月2日に行われ、元ドイツ代表のゲーラルド・アサモアが抽選を引き分けた。試合は2025年4月1日と2日に行われた。
| 2025年4月1日 | ビーレフェルト (3)                | 2 - 1    | レバークーゼン (1) | ビーレフェルト                                                       |  |
| 20:45        | ウォール 20分 · グローバー 45+3分 | レポート | ター 17分          | 競技場: シューコ・アレーナ 観客数: 26,601人 主審: ハーム・オスマース |  |

| 2025年4月2日 | シュトゥットガルト (1)                                   | 3 - 1    | ライプツィヒ (1) | シュトゥットガルト                                                |  |
| 20:45        | スティラー 5分 · ウォルトメイド 57分 · レヴェリング 73分 | レポート | シェシュコ 62分  | 競技場: MHPアレーナ 観客数: 60,000人 主審: スヴェン・ヤブロンスキ |  |

## 決勝
決勝は2025年5月24日に行われました。
| 2025年5月24日 20:00 CEST |

| ビーレフェルト (3)                     | 2 - 4    | シュトゥットガルト (1)                                          |
| カニア 82分 · ヴァグノマン 85分 (o.g.) | レポート | ウォルトメイド 15分 · ミロー 22分, 66分 · デニズ・ウンダフ 28分 |

| ベルリン・オリンピアシュタディオン, ベルリン 観客数: 74,036人 主審: クリスティアン・ディンガート |

| DFBポカール 2024-2025 優勝         |
| ---------------------------------- |
| シュトゥットガルト 12大会ぶり4回目 |

## 得点ランキング
2025年4月2日現在
以下はDFBポカールの得点上位選手です。ゴール数順、必要に応じてアルファベット順で並べています。PK戦での得点は含まれていません。
| 順位 | 選手                       | 所属                   | 得点 |
| ---- | -------------------------- | ---------------------- | ---- |
| 1    | ニック・ウォルトメイド     | シュトゥットガルト     | 5    |
| 2    | パトリック・シック         | レバークーゼン         | 4    |
| 2    | ベンヤミン・シェシュコ     | ライプツィヒ           | 4    |
| 4    | マクシミリアン・ブルーニヒ | ハイデンハイム         | 3    |
| 4    | ウーゴ・エキティケ         | フランクフルト         | 3    |
| 4    | サミュエル・エサンド       | アウクスブルク         | 3    |
| 4    | エンゾ・ミロー             | シュトゥットガルト     | 3    |
| 4    | ジャマル・ムシアラ         | バイエルン・ミュンヘン | 3    |
| 4    | ロイス・オペンダ           | ライプツィヒ           | 3    |
| 4    | ケケ・トップ               | ブレーメン             | 3    |
| 4    | マリウス・ウォール         | ビーレフェルト         | 3    |